# باتريك جي. جونستون
باتريك جي. جونستون (بالإنجليزية: Patrick Johnston)‏ هو باحث في مجال السرطان ‏ أيرلندي، ولد في 14 سبتمبر 1958 في ديري في المملكة المتحدة، وتوفي في 4 يونيو 2017 في مقاطعة دونيجال في جمهورية أيرلندا.